# Liste der Bahnhöfe in Erfurt
Dieser Artikel beschreibt die 17 Bahnhöfe in der thüringischen Landeshauptstadt Erfurt.
| Bahnhof                | Stadtteil (Kartenlink)                           | Strecke                                           | Betrieb   | Beschreibung | Bahnanbindung | Straßenbahn-/ Bus-Anbindung             |
| ---------------------- | ------------------------------------------------ | ------------------------------------------------- | --------- | --- | --- | --------------------------------------- |
| Erfurt Hauptbahnhof    | Altstadt (50° 58′ 22″ N, 11° 2′ 16″ O)           | Halle–Erfurt–Bebra                                | seit 1847 | Der wichtigste Bahnhof der Stadt ist auch der wichtigste Bahnknoten in Thüringen. Er wurde von 2002 bis 2008 umgebaut und verknüpft u. a. die Schnellfahrstrecke Nürnberg–Erfurt mit der Neubaustrecke Erfurt–Leipzig/Halle. Der Erfurter Hauptbahnhof fungiert somit als ein wichtiges ICE-Drehkreuz in Deutschland und liegt im Südosten der Altstadt im Bereich der ehemaligen Stadtbefestigung. | ICE Frankfurt–Dresden IC Düsseldorf–Berlin RE1 Göttingen–Glauchau RE7 Erfurt–Würzburg RE55+RE56 Erfurt–Nordhausen RE10 Erfurt–Magdeburg RB59 Erfurt–Sangerhausen RB20 Leipzig–Eisenach RE2 Erfurt–Kassel RB52 Erfurt–Leinefelde RB44 Erfurt–Meiningen RB46 Erfurt–Ilmenau RB23 Erfurt–Saalfeld RB21 Erfurt–Gera und andere | 1 2 3 5 6 9 51 52 60 61 + Regionalbusse |
| Erfurt Nord            | Ilversgehofen (51° 0′ 11″ N, 11° 1′ 46″ O)       | Wolkramshausen–Erfurt                             | seit 1869 | Erfurt Nord liegt im Norden der Stadt an der Magdeburger Allee im Stadtteil Ilversgehofen, dessen Namen er am Anfang auch trug, an der Strecke nach Nordhausen. | RB52 Erfurt–Leinefelde RE55/56 Erfurt–Nordhausen | 9 (1 5)                                 |
| Erfurt Ost             | Hohenwinden (51° 0′ 56″ N, 11° 2′ 38″ O)         | Sangerhausen–Erfurt                               | seit 1927 | Erfurt Ost liegt an der Schwerborner Straße an der Bahnstrecke nach Sangerhausen und diente in der Vergangenheit vor allem den Arbeitern umgebender Industriebetriebe als Anlaufstelle im Pendlerverkehr. Er ist der einzige Erfurter Bahnhof, der nur im Zweistundentakt bedient wird. | RB59 Erfurt–Sangerhausen | 31                                      |
| Erfurt Bischleben      | Bischleben-Stedten (50° 56′ 3″ N, 10° 59′ 19″ O) | Erfurt–Bebra                                      | seit 1847 | Erfurt Bischleben liegt im Südwesten der Stadt und bindet die Ortsteile Bischleben-Stedten und Möbisburg-Rhoda an das Eisenbahnnetz an. | RB20 Leipzig–Eisenach RB23 Erfurt–Saalfeld RB46 Erfurt–Ilmenau | 51                                      |
| Vieselbach             | Vieselbach (50° 59′ 34″ N, 11° 8′ 18″ O)         | Halle–Erfurt                                      | seit 1847 | Vieselbach liegt östlich der Stadt und erschließt die Ortsteile Vieselbach und Hochstedt. | RB20 Leipzig–Eisenach RB21 Erfurt–Gera | 43 52                                   |
| Erfurt Gispersleben    | Gispersleben (51° 1′ 19″ N, 11° 0′ 0″ O)         | Wolkramshausen–Erfurt                             | seit 1869 | Gispersleben liegt nördlich von Erfurt im Ortsteil Gispersleben. | RB52 Erfurt–Leinefelde RE55 Erfurt–Nordhausen | 10                                      |
| Kühnhausen             | Kühnhausen (51° 2′ 11″ N, 10° 58′ 41″ O)         | Wolkramshausen–Erfurt, Kühnhausen–Bad Langensalza | seit 1869 | Kühnhausen liegt nördlich von Erfurt im Ortsteil Kühnhausen, in dem sich die Bahnstrecken nach Nordhausen und Bad Langensalza aufzweigen. | RB52 Erfurt–Leinefelde RE55 Erfurt–Nordhausen | 10                                      |
| Stotternheim           | Stotternheim (51° 3′ 9″ N, 11° 2′ 53″ O)         | Sangerhausen–Erfurt                               | seit 1881 | Stotternheim liegt nördlich von Erfurt im Ortsteil Stotternheim. | RE10 Erfurt–Magdeburg RB59 Erfurt–Sangerhausen | 31                                      |
| Erfurt Györer Straße   | Rieth (51° 0′ 38″ N, 11° 0′ 39″ O)               | Erfurt–Nottleben (S-Bahn Erfurt)                  | 1976–1995 | Györer Straße war einer der beiden S-Bahn-Haltepunkte an der Straße der Nationen im Erfurter Norden, der den Stadtteil Rieth ans Eisenbahnnetz anband. | | 10                                      |
| Erfurt Berliner Straße | Berliner Platz (51° 0′ 27″ N, 11° 0′ 9″ O)       | Erfurt–Nottleben (S-Bahn Erfurt)                  | 1976–1995 | Berliner Straße war einer der beiden S-Bahn-Haltepunkte an der Straße der Nationen im Erfurter Norden, der den Stadtteil Berliner Platz ans Eisenbahnnetz anband. | |                                         |
| Marbach                | Marbach (50° 59′ 33″ N, 10° 59′ 31″ O)           | Erfurt–Nottleben                                  | 1926–1939 | Marbach lag östlich des gleichnamigen Ortsteils nordwestlich von Erfurt und war nur kurz in Betrieb. | | 90                                      |
| Erfurt West            | Brühlervorstadt (50° 58′ 24″ N, 11° 0′ 1″ O)     | Erfurt–Nottleben                                  | 1926–1967 | Erfurt West lag an der Binderslebener Landstraße westlich der Altstadt. Dort konnte von der Kleinbahn zur städtischen Straßenbahn umgestiegen werden. | | 4                                       |
| Schmira                | Schmira (50° 57′ 47″ N, 10° 58′ 18″ O)           | Erfurt–Nottleben                                  | 1926–1967 | Schmira lag nördlich des Dorfs im Peterstal westlich von Erfurt. | |                                         |
| Bindersleben           | Bindersleben (50° 58′ 21″ N, 10° 56′ 37″ O)      | Erfurt–Nottleben                                  | 1926–1967 | Bindersleben lag am westlichen Rand des Dorfes. | | 91 92                                   |
| Alach                  | Alach (50° 59′ 6″ N, 10° 55′ 36″ O)              | Erfurt–Nottleben                                  | 1926–1967 | Alach lag am Westrand des gleichnamigen Erfurter Ortsteils. | |                                         |
| Nordhäuser Bahnhof     | Krämpfervorstadt (50° 59′ 4″ N, 11° 3′ 4″ O)     | Wolkramshausen–Erfurt                             | 1869–?    | Der Nordhäuser Bahnhof war der erste Endpunkt der Nordhäuser Bahn in Erfurt. Er lag östlich der Altstadt an der Leipziger Straße neben dem Sangerhäuser Bahnhof. | | 4 35                                    |
| Sangerhäuser Bahnhof   | Krämpfervorstadt (50° 59′ 4″ N, 11° 3′ 4″ O)     | Sangerhausen–Erfurt                               | 1881–?    | Der Sangerhäuser Bahnhof war der erste Endpunkt der Sangerhäuser Bahn in Erfurt. Er lag östlich der Altstadt an der Leipziger Straße neben dem Nordhäuser Bahnhof. | | 4 35                                    |

- Karte mit allen Koordinaten:
- OSM |
- WikiMap